# فولکس‌واگن گلف ام‌کا۲

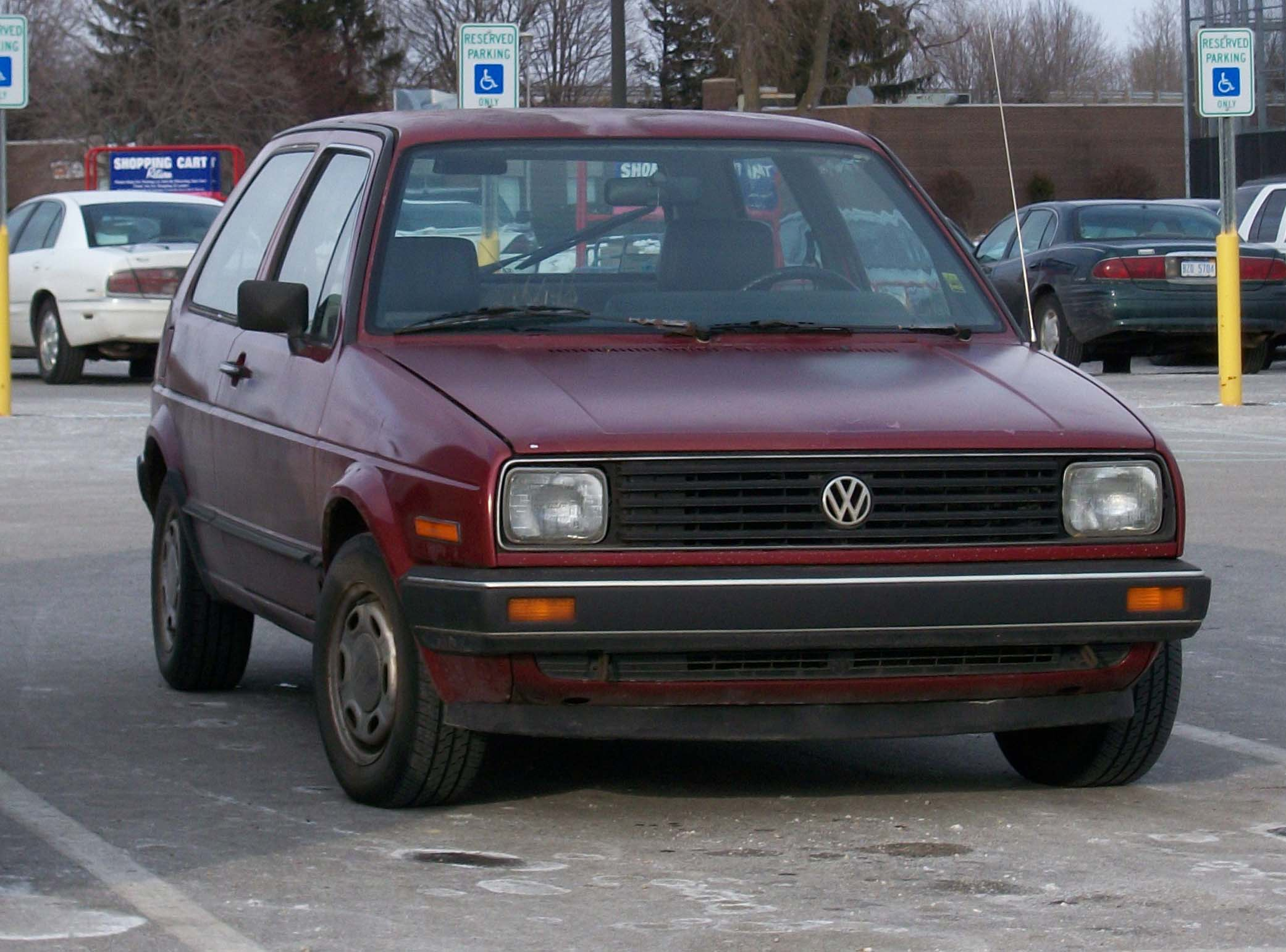

فولکس‌واگن گلف ام‌کا۲ (Volkswagen Golf Mk2) خودرویی است که در سال‌های  ۱۹۸۳ تا ۱۹۹۲در آلمان، سارایوو، بوسنی و هرزگوین، ایالات متحده آمریکا، مکزیک و آفریقای جنوبی تولید شده‌است.
طراحی آن موتور جلو، خودرو محور جلو، خودرو چهار چرخ محرک بوده طول آن در حالت طبیعی ۳٬۹۸۵ میلیمتر (۱۵۶٫۹ اینچ) و عرض آن در حالت طبیعی ۱٬۶۶۵ میلیمتر (۶۵٫۶ اینچ) و ارتفاع آن در حالت طبیعی ۱٬۴۱۵ میلیمتر (۵۵٫۷ اینچ) است. سیستم جعبه‌دندهٔ آن ۴و۵ دنده دستی و ۳ دنده خودکار است.